# 格爾博瓦鄉

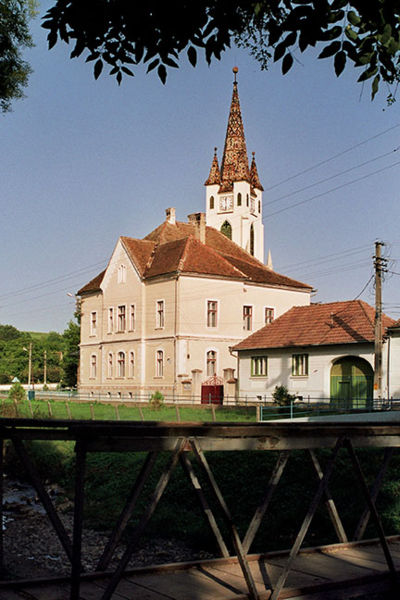

45°52′N 23°44′E / 45.867°N 23.733°E
格爾博瓦鄉（羅馬尼亞語：Comuna Gârbova, Alba），是羅馬尼亞的鄉份，位於該國中部，由阿爾巴縣負責管轄，面積59平方公里，海拔高度394米，2011年人口2,050，人口密度每平方公里35人。